# エンジェル・オブ・レトリビューション
『エンジェル・オブ・レトリビューション』（Angel of Retribution）は、イギリスのヘヴィメタルバンド、ジューダス・プリーストが2005年に発売した15枚目のオリジナルアルバム。
日本盤は初回生産限定盤・通常盤が同年2月23日に、リミテッド・エディションが同年4月27日に発売された。発売元はソニー・ミュージックエンタテインメントだが、品番とレーベルマークはエピック・レコードになっている。

## 解説
- 『ペインキラー』リリース後、1993年に脱退したボーカル、ロブ・ハルフォードの復帰作である。2003年10月下旬に伊藤政則がロンドンでメンバーに会った際、ニューアルバム用の曲作りが3曲目に入っていた。この時、プロデューサーは決まっておらず、リストを挙げている段階であった。レコーディングは再結成ツアーの合間を縫って行われた[1]。
- プロデューサーは、かつてハルフォードやハロウィンのアルバムを手がけ、ジューダス・プリーストをリスペクトしているギタリストのロイ・Zを迎えた。
- ブックレットのジューダス・プリーストによる文章や歌詞には過去の楽曲のタイトルが散りばめられている。
- 初回生産限定盤にはDVDが付属していた。初回生産限定盤・通常盤発売後には、バンド来日記念としてリミテッド・エディションが発売された。通常のCDケースからハード・カバー・スペシャル・デジパック仕様になり、CDと初回生産限定盤と同じ内容のDVDが付属する。
- DVDの内容は2004年6月24日にスペインバルセロナはエスタディ・オリンピック・リュイス・コンパニスで行われた再結成ツアーのライブ映像とジューダス・プリーストのインタビューを収録。

## 収録曲

### CD
1. ジューダス・ライジング - "Judas Rising"
作詞・作曲・編曲：ティプトン、ハルフォード、ダウニング
収録時間4分13秒
2. ディール・ウィズ・ザ・デヴィル - "Deal with the Devil"
作詞・作曲・編曲：ティプトン、ハルフォード、ダウニング、ラミレズ
収録時間3分54秒
3. レヴォリューション - "Revolution"
作詞・作曲・編曲：ティプトン、ハルフォード、ダウニング
収録時間4分42秒
4. ワース・ファイティング・フォー - "Worth Fighting For"
作詞・作曲・編曲：ティプトン、ハルフォード、ダウニング
収録時間4分18秒
5. ディーモナイザー - "Demonizer"
作詞・作曲・編曲：ティプトン、ハルフォード、ダウニング
収録時間4分37秒
6. ホィールズ・オブ・ファイア - "Wheels of Fire"
作詞・作曲・編曲：ティプトン、ハルフォード、ダウニング
収録時間3分46秒
7. エンジェル - "Angel"
作詞・作曲・編曲：ティプトン、ハルフォード、ダウニング
収録時間4分24秒
8. ヘルライダー - "Hellrider"
作詞・作曲・編曲：ティプトン、ハルフォード、ダウニング
収録時間6分23秒
9. ユーロジー - "Eulogy"
作詞・作曲・編曲：ティプトン、ハルフォード、ダウニング
収録時間2分52秒
10. ロッホネス - "Lochness"
作詞・作曲・編曲：ティプトン、ハルフォード、ダウニング
収録時間13分29秒
タイトルはネス湖のこと。歌詞にはハイランドなどのスコットランドの地名が登場する。

### 特典DVD（初回生産限定盤）
2004年6月24日、スペインバルセロナでのライブ映像
1. ブレイキング・ザ・ロー - "Breaking The Law"
アルバム『ブリティッシュ・スティール』3曲目。
2. メタル・ゴッズ - "Metal Gods"
アルバム『ブリティッシュ・スティール』2曲目。
3. ア・タッチ・オブ・イーブル - "	A Touch Of Evil"
アルバム『ペインキラー』8曲目。
4. 殺戮の聖典 - "Hell Bent For Leather"
アルバム『殺人機械』4曲目。
5. ヘリオン〜エレクトリック・アイ - "The Hellion / Electric Eye"
アルバム『復讐の叫び』1曲目及び2曲目。
6. ダイヤモンズ・アンド・ラスト - "Diamonds & Rust"
アルバム『背信の門』2曲目。
7. リヴィング・アフター・ミッドナイト - "Living After Midnight"
アルバム『ブリティッシュ・スティール』7曲目。

## 参加アーティスト
- ロブ・ハルフォード：ボーカルズ
- グレン・ティプトン：ギターズ
- K. K. ダウニング：ギターズ
- イアン・ヒル：ベース・ギターズ
- スコット・トラヴィス：ドラムス